# Eragrostis bahamensis
Eragrostis bahamensis là một loài thực vật có hoa trong họ Hòa thảo. Loài này được Hitchc. mô tả khoa học đầu tiên năm 1893.